# Nati il 16 ottobre
| Questa pagina contiene informazioni ricavate automaticamente dalle voci biografiche con l'ausilio del template Bio e di un bot. L'aggiornamento è periodico e automatico e ricostruisce completamente la pagina. Se manca una persona in questa lista, sei pregato di non aggiungerla, ma accertati piuttosto che la sua voce biografica contenga il template Bio e che i dati anagrafici siano correttamente compilati. Se il template Bio manca, inseriscilo tu stesso o, in alternativa, metti l'avviso {{tmp\|Bio}} che ne segnala la mancanza. Se i dati riportati sono sbagliati, correggi direttamente la voce biografica; le modifiche saranno visibili in questa lista entro pochi giorni. Per chiarimenti vedi il progetto biografie. La lista contiene solo le 1.152 persone che sono citate nell'enciclopedia e per le quali è stato implementato correttamente il template Bio. Pagina aggiornata al 17 ago 2025. |

## XIV secolo(2)
- 1351 - Gian Galeazzo Visconti, politico italiano († 1402)
- 1396 - William de la Pole, I duca di Suffolk, nobile († 1450)

## XV secolo(3)
- 1430 - Giacomo II di Scozia, re († 1460)
- 1451 - Federico I di Napoli, sovrano italiano († 1504)
- 1483 - Gasparo Contarini, cardinale e vescovo cattolico italiano († 1542)

## XVI secolo(9)
- 1515 - Leone Strozzi, condottiero e ammiraglio italiano († 1554)
- 1524 - Nicola di Lorena, nobile francese († 1577)
- 1535 - Niwa Nagahide, militare giapponese († 1585)
- 1537 - Pedro de Castro, arcivescovo cattolico portoghese († 1609)
- 1566 - Sigrid di Svezia, principessa svedese († 1633)
- 1578 - Ariodante Bettei, commediografo italiano († 1649)
- 1584 - Philip Herbert, IV conte di Pembroke, nobile, politico e scrittore inglese († 1649)
- 1588 - Luca Wadding, francescano e storico irlandese († 1657)
- 1592 - Gregorio Panzani, vescovo cattolico italiano († 1660)

## XVII secolo(13)
- 1606 - Ottavio Amigoni, pittore italiano († 1661)
- 1614 - Francesco di Cosimo de' Medici, militare italiano († 1634)
- 1615 - Henry Basnage, avvocato francese († 1695)
- 1645 - Lorenzo Casoni, cardinale e arcivescovo cattolico italiano († 1720)
- 1646 - Pirro Maria Gonzaga, nobile e militare italiano († 1707)
- 1649 - Johann Franz Eckher von Kapfing und Liechteneck, vescovo cattolico tedesco († 1727)
- 1652 - Carlo Guglielmo di Anhalt-Zerbst, principe († 1718)
- 1653 - Domenico Maria Bonavera, incisore italiano († 1731)
- 1670 - Luka Mislej, artista sloveno († 1727)
- 1673 - Mary Tudor, contessa di Derwentwater, nobildonna e attrice inglese († 1726)
- 1678 - Anna Waser, pittrice svizzera († 1714)
- 1679 - Jan Dismas Zelenka, compositore ceco († 1745)
- 1697 - Maria Anna di Borbone-Condé, principessa francese († 1741)

## XVIII secolo(36)
- 1706 - Giuseppe Appiani, pittore, disegnatore e incisore italiano († 1785)
- 1708 - Albrecht von Haller, medico e poeta svizzero († 1777)
- 1710 - Andreas Hadik von Futak, condottiero ungherese († 1790)
- 1714 - Giovanni Arduino, geologo italiano († 1795)
- 1716 - Augustus FitzRoy, marinaio inglese († 1741)
- 1720 - Johann Georg Sulzer, filosofo svizzero († 1779)
- 1725 - József Gvadányi, poeta ungherese († 1801)
- 1726 - Daniel Chodowiecki, pittore e incisore tedesco († 1801)
- 1729 - Pierre Van Maldere, violinista e compositore belga († 1768)
- 1733 - Simone Stratico, matematico, fisico e ingegnere italiano († 1824)
- 1743 - Anna Davia, cantante lirica italiana († 1810)
- 1744 - Henry Somerset, V duca di Beaufort, nobile inglese († 1803)
- 1750 - Michele Neri Bondi, compositore, clavicembalista e direttore d'orchestra italiano
- 1750 - Andrej Ivanovič Vjazemskij, ufficiale russo († 1807)
- 1751 - Federica Luisa d'Assia-Darmstadt, regina († 1805)
- 1751 - Franz Schütz, pittore e incisore tedesco († 1781)
- 1752 - Adolph Knigge, tedesco († 1796)
- 1758 - Johann Heinrich Dannecker, scultore tedesco († 1841)
- 1758 - Noah Webster, scrittore, editore e lessicografo statunitense († 1843)
- 1762 - Paul Hamilton, politico statunitense († 1816)
- 1767 - Scipione Sacchetti, IV marchese di Castelromano, nobile italiano († 1840)
- 1777 - Johann Sebastian von Drey, teologo tedesco († 1853)
- 1779 - Jean-Baptiste Joseph Debay, scultore belga († 1863)
- 1780 - Alessandro Grazioli, compositore e organista italiano († 1834)
- 1784 - George Coventry, VIII conte di Coventry, nobile e politico inglese († 1843)
- 1787 - Anne-François Arnaud, pittore francese († 1846)
- 1787 - Aaron Clark, politico statunitense († 1861)
- 1789 - Salvatore Portal, naturalista e botanico italiano († 1854)
- 1793 - Hippolyte Passy, politico e economista francese († 1880)
- 1794 - William Carnegie, VIII conte di Northesk, nobile scozzese († 1878)
- 1794 - Giovanni Krymi, presbitero, patriota e rivoluzionario italiano († 1854)
- 1794 - Jan Kanty Maszkowski, pittore polacco († 1865)
- 1795 - Franz Wilhelm Schweigger-Seidel, chimico tedesco († 1838)
- 1796 - Jean-Joseph Ader, scrittore, storico e drammaturgo francese († 1859)
- 1797 - James Brudenell, VII conte di Cardigan, militare britannico († 1868)
- 1798 - Emiliano Avogadro della Motta, politico e filosofo italiano († 1865)

## XIX secolo(184)
- 1801 - Josip Jelačić, militare e politico († 1859)
- 1803 - James Edward Alexander, esploratore scozzese († 1885)
- 1803 - Robert Stephenson, ingegnere britannico († 1859)
- 1809 - Ippolito Caffi, pittore italiano († 1866)
- 1810 - Carl Wahlbom, pittore svedese († 1858)
- 1811 - Gaetano Capocci, compositore e organista italiano († 1898)
- 1811 - Friedrich Wilhelm Kohl, pittore tedesco († 1864)
- 1812 - Leonetto Cipriani, politico francese († 1888)
- 1812 - Marcello Costamezzana, politico italiano († 1874)
- 1814 - Hanns Bruno Geinitz, geologo e mineralogista tedesco († 1900)
- 1815 - Francis Lubbock, politico statunitense († 1905)
- 1816 - Antoine Béchamp, medico e chimico francese († 1908)
- 1816 - Alessandro Grassi, politico italiano
- 1819 - Francis Russell, IX duca di Bedford, politico e agronomo britannico († 1891)
- 1819 - Arnold Schaefer, storico tedesco († 1883)
- 1819 - Tirimujgan Kadin († 1852)
- 1820 - Federico Albert, presbitero italiano († 1876)
- 1820 - Giuliano Venturini, patriota e scrittore italiano († 1890)
- 1821 - Franz Doppler, flautista e compositore austriaco († 1883)
- 1823 - Vincenzo Lazari, numismatico, archeologo e storico italiano († 1864)
- 1825 - Thomas Cave, politico inglese († 1894)
- 1827 - Arnold Böcklin, pittore, disegnatore e scultore svizzero († 1901)
- 1828 - Domenico Bonaccorsi di Casalotto, politico italiano († 1917)
- 1829 - Onorato da Biała, presbitero polacco († 1916)
- 1830 - Andrea Carlo Agostino Del Santo, ammiraglio e politico italiano († 1905)
- 1830 - Ľudovít Kubáni, poeta, scrittore e critico letterario slovacco († 1869)
- 1830 - Otto Leberecht Lesser, astronomo tedesco († 1887)
- 1831 - Vincenzo Padula, presbitero e patriota italiano († 1860)
- 1833 - Rosalie Sjöman, fotografa svedese († 1919)
- 1833 - Walter Clopton Wingfield, militare, inventore e tennista britannico († 1912)
- 1835 - Constanze Geiger, pianista, attrice teatrale e compositrice austriaca († 1890)
- 1835 - William Rufus Shafter, generale statunitense († 1906)
- 1836 - John Clifford, politico britannico († 1923)
- 1837 - John Francis Barnett, compositore e docente britannico († 1916)
- 1840 - Kuroda Kiyotaka, politico giapponese († 1900)
- 1840 - Enrique Antonio de Ossó y Cervelló, presbitero spagnolo († 1896)
- 1841 - Thomas Humber, progettista e imprenditore inglese († 1910)
- 1841 - Itō Hirobumi, politico giapponese († 1909)
- 1841 - Maria di Leuchtenberg, principessa († 1914)
- 1842 - Antonino Fantosati, vescovo cattolico e missionario italiano († 1900)
- 1843 - Johann Friedrich Ahlfeld, ginecologo tedesco († 1929)
- 1843 - Giovanni Battista Chiocchetti, pittore italiano († 1917)
- 1844 - Friedrich Mitterwurzer, attore teatrale, regista e drammaturgo tedesco († 1897)
- 1846 - Vigilio Covi, ingegnere e patriota italiano († 1925)
- 1846 - Nicola Lanzillotti Buonsanti, veterinario, filosofo e patriota italiano († 1924)
- 1847 - Maria Pia di Savoia, principessa († 1911)
- 1848 - Giuseppe Fasce, politico italiano († 1910)
- 1848 - Karl Vollmöller, filologo tedesco († 1922)
- 1849 - George Washington Williams, politico, giornalista e avvocato statunitense († 1891)
- 1852 - Fortunato Ballerini, dirigente sportivo italiano († 1940)
- 1852 - Karl Ludwig Schemann, traduttore tedesco († 1938)
- 1853 - Emilio Aceval, politico paraguaiano († 1931)
- 1853 - Ettore Nadalini, politico italiano († 1943)
- 1854 - Stanlislaus Kostka Govern, giocatore di baseball, giornalista e attore statunitense († 1924)
- 1854 - Karl Kautsky, filosofo, politologo e economista austriaco († 1938)
- 1854 - Oscar Wilde, scrittore irlandese († 1900)
- 1855 - Jules Roulleau, scultore francese († 1895)
- 1856 - William Beardmore, imprenditore e filantropo britannico († 1936)
- 1856 - Hugh Munro, alpinista scozzese († 1919)
- 1857 - Marco Belli, presbitero e letterato italiano († 1929)
- 1859 - Daisy Bates, scrittrice e giornalista irlandese († 1951)
- 1859 - Karl Blodig, alpinista, ottico e scrittore austriaco († 1956)
- 1859 - Henryk Pachulski, compositore, pianista e docente polacco († 1921)
- 1860 - Emma Justine Farnsworth, fotografa statunitense († 1952)
- 1860 - Girolamo Marcello, militare e politico italiano († 1940)
- 1861 - Ernest Barberolle, canottiere francese († 1948)
- 1861 - John Bagnell Bury, storico, filologo e filosofo irlandese († 1927)
- 1861 - Margaret Llewelyn Davies, scrittrice, saggista e attivista britannica († 1944)
- 1861 - Charles Adams Platt, architetto, pittore e incisore statunitense († 1933)
- 1861 - Michail Michajlovič Romanov, nobile russo († 1929)
- 1862 - Jan Kanty Steczkowski, politico e economista polacco († 1929)
- 1863 - Austen Chamberlain, politico britannico († 1937)
- 1863 - Aurel Popovici, politico e giurista romeno († 1917)
- 1864 - Christian Brevoort Zabriskie, imprenditore statunitense († 1936)
- 1865 - Frederick Lambart, X conte di Cavan, generale e nobile britannico († 1946)
- 1865 - Anselmo Marabini, politico italiano († 1948)
- 1866 - Corrado Bonfanti Linares, prefetto italiano († 1934)
- 1866 - Élisabeth Leseur, mistica francese († 1914)
- 1867 - Enrico d'Orléans, nobile e esploratore francese († 1901)
- 1868 - Mario Cermenati, naturalista e politico italiano († 1924)
- 1868 - Franz von Epp, generale e politico tedesco († 1947)
- 1869 - Claude Halstead Van Tyne, storico statunitense († 1930)
- 1870 - Angelo Galli, scultore e pittore italiano († 1933)
- 1870 - Sandy McMahon, calciatore scozzese († 1916)
- 1870 - Helge Rode, scrittore e giornalista danese († 1937)
- 1872 - Walter Buckmaster, giocatore di polo inglese († 1942)
- 1872 - José Horacio Campillo Infante, arcivescovo cattolico cileno († 1956)
- 1872 - James McEwen, calciatore e allenatore di calcio inglese († 1942)
- 1872 - Rudolf Schlechter, botanico tedesco († 1925)
- 1872 - Victor Staub, pianista, compositore e docente francese († 1953)
- 1872 - Augustin-Marie Tardieu, vescovo cattolico e missionario francese († 1942)
- 1872 - Otto Witte, circense e truffatore tedesco († 1958)
- 1873 - Lev Aleksandrovič Čugaev, chimico russo († 1922)
- 1873 - Einar Liberg, tiratore a segno norvegese († 1955)
- 1874 - Otto Mueller, pittore tedesco († 1930)
- 1874 - Lucien Rudaux, artista e astronomo francese († 1947)
- 1875 - Hiroyasu Fushimi, ammiraglio giapponese († 1946)
- 1877 - Florentino Asensio Barroso, vescovo cattolico spagnolo († 1936)
- 1877 - Frank Cadogan Cowper, pittore inglese († 1958)
- 1877 - Lee Lawrie, scultore statunitense († 1963)
- 1877 - Romeyne Robert Ranieri di Sorbello, nobildonna e imprenditrice statunitense († 1951)
- 1878 - Jean Agélou, fotografo francese († 1921)
- 1878 - Eugenio Canfari, dirigente sportivo italiano († 1962)
- 1878 - Michele Guadagno, ingegnere e botanico italiano († 1930)
- 1878 - Moriz Henneberger, scacchista e compositore di scacchi svizzero († 1959)
- 1878 - Maxie Long, velocista statunitense († 1959)
- 1878 - Franz Reichelt, inventore austriaco († 1912)
- 1879 - Karl Etlinger, attore tedesco († 1946)
- 1879 - Philip Jourdain, logico britannico († 1919)
- 1880 - Clem Bevans, attore statunitense († 1963)
- 1880 - Harry Rapf, produttore cinematografico statunitense († 1949)
- 1880 - Ferdinando Ricca, vescovo cattolico italiano († 1947)
- 1881 - Vilhelm Buhl, politico danese († 1954)
- 1881 - István Mudin, discobolo, multiplista e pesista ungherese († 1918)
- 1881 - Bill Orthwein, pallanuotista e nuotatore statunitense († 1955)
- 1881 - Sarah Padden, attrice inglese († 1967)
- 1881 - Dossibai Patell, ginecologa indiana († 1960)
- 1882 - Jimmy Hogan, calciatore e allenatore di calcio inglese († 1974)
- 1883 - Johann Dick, calciatore austriaco († 1944)
- 1883 - Will Harridge, dirigente sportivo statunitense († 1971)
- 1883 - Johann Sölch, geografo austriaco († 1951)
- 1884 - Rembrandt Bugatti, scultore italiano († 1916)
- 1884 - Alfonso Cigala Fulgosi, generale italiano († 1943)
- 1884 - Cesare Colizza, militare italiano († 1914)
- 1884 - Emilio Colombo, giornalista, calciatore e arbitro di calcio italiano († 1947)
- 1884 - Zinovij Alekseevič Peškov, generale e diplomatico francese († 1966)
- 1884 - Marija Aleksandrovna Spiridonova, rivoluzionaria russa († 1941)
- 1885 - Alfred Braunschweiger, tuffatore tedesco († 1952)
- 1885 - Sante Garibaldi, militare e imprenditore italiano († 1946)
- 1885 - Leopoldo Granata, biologo italiano († 1939)
- 1885 - Maria Melato, attrice italiana († 1950)
- 1885 - Dorando Pietri, maratoneta e mezzofondista italiano († 1942)
- 1885 - Umberto Urbano, baritono italiano († 1969)
- 1885 - Kenneth S. Webb, regista, sceneggiatore e compositore statunitense († 1966)
- 1886 - Raoul Aslan, attore, regista e direttore teatrale austriaco († 1958)
- 1886 - David Ben Gurion, politico, giornalista e sindacalista polacco († 1973)
- 1886 - Boris Michajlovič Ėjchenbaum, storico e critico letterario sovietico († 1959)
- 1886 - Porfirij Podobed, attore e regista sovietico († 1965)
- 1886 - Armin Theophil Wegner, militare, attivista e scrittore tedesco († 1978)
- 1887 - Gustavo Matteoni, arcivescovo cattolico italiano († 1934)
- 1887 - Carlo Scarfoglio, giornalista italiano († 1970)
- 1888 - Cia Fornaroli, ballerina, coreografa e attrice italiana († 1954)
- 1888 - Michail Kaganovič, politico e rivoluzionario sovietico († 1941)
- 1888 - Lajos Máriássy, calciatore e allenatore di calcio ungherese († 1953)
- 1888 - Émile Masson, ciclista su strada belga († 1973)
- 1888 - Eugene O'Neill, drammaturgo statunitense († 1953)
- 1889 - George Barbier, pittore e illustratore francese († 1932)
- 1889 - Louis Moreau, schermidore francese († 1981)
- 1889 - Paul Stevens, bobbista statunitense († 1949)
- 1890 - Oreste Cimoroni, prefetto e politico italiano († 1945)
- 1890 - Michael Collins, patriota, politico e militare irlandese († 1922)
- 1890 - Maria Goretti, santa italiana († 1902)
- 1890 - Paul Strand, fotografo, regista e sceneggiatore statunitense († 1976)
- 1892 - George Barnes, direttore della fotografia statunitense († 1953)
- 1892 - Roberto Farinacci, politico, giornalista e generale italiano († 1945)
- 1892 - Leo F. Forbstein, direttore d'orchestra e compositore statunitense († 1948)
- 1892 - Jan Karcz, generale polacco († 1943)
- 1892 - Józef Kustroń, generale polacco († 1939)
- 1892 - Adolf Ziegler, pittore e politico tedesco († 1959)
- 1893 - Arthur Hermann, ginnasta francese († 1958)
- 1893 - Giovanni Rappazzo, inventore italiano († 1995)
- 1894 - Giovanni Cecchin, militare italiano († 1917)
- 1894 - Zdzisław Styczeń, calciatore polacco († 1978)
- 1894 - Marcel Varnel, regista francese († 1947)
- 1895 - Max Koegel, militare e criminale di guerra tedesco († 1946)
- 1896 - Umberto Grazzi, diplomatico italiano († 1963)
- 1897 - Il'ja Arnol'dovič Il'f, scrittore sovietico († 1937)
- 1897 - Tasso Janopoulo, pianista greco († 1970)
- 1897 - Alexandru Proca, fisico rumeno († 1955)
- 1897 - Gioacchino Sansoni, calciatore italiano
- 1898 - Mary Nzimiro, imprenditrice e politica nigeriana († 1993)
- 1899 - Piero Bossola, calciatore italiano († 1956)
- 1899 - Giuseppe Calasso, politico e sindacalista italiano († 1983)
- 1899 - Peter Godfrey, attore e regista britannico († 1970)
- 1899 - Jens Lambæk, ginnasta danese († 1985)
- 1899 - Alexis Macar, ciclista su strada belga († 1975)
- 1899 - Ernesto Savio, partigiano italiano († 1945)
- 1900 - Primo Conti, pittore, compositore e scrittore italiano († 1988)
- 1900 - Lloyd Corrigan, attore, regista e sceneggiatore statunitense († 1969)
- 1900 - Filibello, paroliere, giornalista e compositore italiano († 1995)
- 1900 - Philip Ford, regista e attore statunitense († 1976)
- 1900 - Goose Goslin, giocatore di baseball statunitense († 1971)
- 1900 - Tameichi Hara, militare giapponese († 1980)
- 1900 - Giuseppina Allegri Tassoni, storica dell'arte e saggista italiana († 1997)

## XX secolo(872)
- 1901 - Tomás Loyarte, calciatore argentino
- 1901 - Federico Munerati, calciatore e allenatore di calcio italiano († 1980)
- 1902 - Francesco Dell'Anno, militare e marinaio italiano († 1942)
- 1902 - Silvio Ranzi, biologo e zoologo italiano († 1996)
- 1903 - Rex Bell, attore e politico statunitense († 1962)
- 1903 - Leo Ferrero, scrittore e drammaturgo italiano († 1933)
- 1903 - Carl Wolfgang Graf von Ballestrem, nobile e dirigente d'azienda tedesco († 1994)
- 1903 - Hamilton Luske, regista e animatore statunitense († 1968)
- 1903 - Mario Pilati, compositore e musicista italiano († 1938)
- 1903 - Giovanni Oreste Villa, partigiano e politico italiano († 1961)
- 1903 - Big Joe Williams, chitarrista e cantante statunitense († 1982)
- 1904 - Wild Bill Elliott, attore statunitense († 1965)
- 1904 - Aleksandr Aleksandrovič Morozov, generale e ingegnere sovietico († 1979)
- 1904 - Mario Segre, epigrafista italiano († 1944)
- 1904 - Enrico Vezzalini, prefetto italiano († 1945)
- 1905 - Hans Andersen, calciatore norvegese († 1969)
- 1905 - Ernst Kuzorra, calciatore e allenatore di calcio tedesco († 1990)
- 1905 - Harry Lundahl, calciatore e allenatore di calcio svedese († 1988)
- 1905 - Fëdor Fëdorovič Šaljapin, attore russo († 1992)
- 1905 - Lee Wai Tong, calciatore e allenatore di calcio cinese († 1979)
- 1905 - Vicente Trueba, ciclista su strada spagnolo († 1986)
- 1905 - Hans Ziglarski, pugile tedesco († 1975)
- 1906 - Dino Buzzati, scrittore, giornalista e pittore italiano († 1972)
- 1906 - Kārlis Karsons, calciatore lettone († 1989)
- 1906 - León Klimovsky, regista cinematografico, sceneggiatore e attore argentino († 1996)
- 1907 - Pëtr Grigorenko, militare sovietico († 1987)
- 1907 - Otto Kuchenbecker, cestista tedesco († 1990)
- 1907 - Mario Ruminelli, violinista italiano († 1994)
- 1907 - Louis Toffoli, pittore francese († 1999)
- 1907 - Roger Vailland, giornalista e scrittore francese († 1965)
- 1908 - Robert Ardrey, scrittore, antropologo e drammaturgo statunitense († 1980)
- 1908 - Carlo Cardazzo, editore, collezionista d'arte e mercante d'arte italiano († 1963)
- 1908 - Jesús Castro, calciatore messicano
- 1908 - Enver Hoxha, generale, rivoluzionario e politico albanese († 1985)
- 1908 - Robert Martin, scrittore statunitense († 1976)
- 1909 - Gösta Alexandersson, attore svedese († 1988)
- 1909 - Jimmy Allen, allenatore di calcio e calciatore inglese († 1995)
- 1909 - Andrei Bărbulescu, calciatore rumeno († 1987)
- 1909 - Arthur Lester Benton, neurologo statunitense († 2006)
- 1909 - Franz Krumm, calciatore tedesco († 1943)
- 1910 - Paul-Werner Hozzel, generale e aviatore tedesco († 1997)
- 1910 - Giovanni Martini, partigiano italiano († 1944)
- 1911 - Franco Balbis, militare e partigiano italiano († 1944)
- 1911 - Molly O'Day, attrice statunitense († 1998)
- 1911 - Heinrich Steiner, pittore e incisore tedesco († 2009)
- 1912 - Victor Abens, politico lussemburghese († 1993)
- 1912 - Robert Dorgebray, ciclista su strada francese († 2005)
- 1912 - Edmund Giemsa, calciatore polacco († 1994)
- 1912 - Berry Kroeger, attore statunitense († 1991)
- 1912 - Bruno Longo, calciatore italiano
- 1912 - Gérard Landry, attore argentino († 1999)
- 1912 - Giovanni Nuvoletti, scrittore, attore e personaggio televisivo italiano († 2008)
- 1912 - Lorenzo Prola, militare italiano († 1938)
- 1912 - Fortunato Yambao, cestista filippino († 1970)
- 1913 - Gino Bechi, baritono e attore italiano († 1993)
- 1913 - Cesar Bresgen, compositore austriaco († 1988)
- 1913 - Imre Harangi, pugile ungherese († 1979)
- 1913 - Joseph Kyle, calciatore scozzese († 1993)
- 1913 - Liu Qiong, attore e regista cinese († 2002)
- 1913 - John Poncar, cestista statunitense († 2010)
- 1913 - Edmondo Toccaceli, ciclista su strada italiano († 1980)
- 1913 - Herm Witasek, cestista statunitense († 1963)
- 1914 - Hans Bourquin, canottiere svizzero († 1998)
- 1914 - Charles Catterall, pugile sudafricano († 1966)
- 1914 - Mircea David, calciatore rumeno († 1993)
- 1914 - Umberto Di Falco, calciatore italiano († 1986)
- 1914 - Francesco Pescador, fumettista e illustratore italiano († 2008)
- 1914 - Mohammed Zahir Shah, sovrano afghano († 2007)
- 1915 - Stjepan Steiner, cardiologo e militare croato († 2006)
- 1916 - Umberto Coppini, aviatore e militare italiano († 1938)
- 1917 - Murray MacLehose, politico e diplomatico britannico († 2000)
- 1917 - Alice Pearce, attrice statunitense († 1966)
- 1917 - Zezé Moreira, calciatore e allenatore di calcio brasiliano († 1998)
- 1918 - Louis Althusser, filosofo francese († 1990)
- 1918 - Géori Boué, soprano francese († 2017)
- 1918 - Giovanni Calvani, calciatore italiano
- 1918 - Tony Rolt, pilota automobilistico e ingegnere inglese († 2008)
- 1919 - Abdirashid Ali Shermarke, politico somalo († 1969)
- 1919 - Vasilij Stepanovič Alendeev, poeta, drammaturgo e romanziere sovietico († 1989)
- 1919 - Meta Elste, ginnasta statunitense († 2010)
- 1919 - Jean Feller, calciatore lussemburghese († 1997)
- 1919 - Egidio Marangoni, ciclista su strada italiano († 2009)
- 1919 - Viktor Platan, pentatleta finlandese († 2013)
- 1919 - Kathleen Winsor, scrittrice statunitense († 2003)
- 1920 - Balda Di Vittorio, politica italiana († 2015)
- 1920 - Incidente di Cecil Kelley, chimico statunitense († 1959)
- 1920 - Aldona Vailokaitytė, cestista lituana († 2006)
- 1921 - Andrzej Munk, regista polacco († 1961)
- 1921 - Georges Wilson, attore e regista francese († 2010)
- 1922 - Alberto Galassi, calciatore italiano († 2002)
- 1922 - Giuseppe Mancini, imprenditore italiano († 2003)
- 1922 - Roy Pugh, cestista e allenatore di pallacanestro statunitense († 2006)
- 1922 - Saverio Vollaro, poeta, critico cinematografico e traduttore italiano († 1986)
- 1923 - Linda Darnell, attrice statunitense († 1965)
- 1923 - Bert Kaempfert, direttore d'orchestra, compositore e polistrumentista tedesco († 1980)
- 1923 - Makonnen Hailé Selassié, principe etiope († 1957)
- 1923 - Bill McLaren, conduttore radiofonico e conduttore televisivo britannico († 2010)
- 1923 - Cyril Ponnamperuma, chimico singalese († 1994)
- 1923 - Roger Prahin, cestista svizzero († 2010)
- 1924 - Vittorio Buffoli, musicista e produttore discografico italiano († 2018)
- 1924 - Mario Fioretti, direttore della fotografia italiano († 2008)
- 1924 - Alan Hume, direttore della fotografia britannico († 2010)
- 1924 - Florentino Zabalza Iturri, vescovo cattolico spagnolo († 2000)
- 1925 - Michael Conrad, attore statunitense († 1983)
- 1925 - Phyllis Dalton, costumista britannica († 2025)
- 1925 - Karel Dillen, politico belga († 2007)
- 1925 - Angela Lansbury, attrice britannica († 2022)
- 1925 - Apo Lazaridès, ciclista su strada greco († 1998)
- 1925 - Armand Mouyal, schermidore francese († 1988)
- 1925 - Armando Pizzo, giornalista e conduttore televisivo italiano († 2011)
- 1925 - Costantino Ruggeri, francescano, pittore e scultore italiano († 2007)
- 1926 - Michelangelo Ciancaglini, politico italiano († 1988)
- 1926 - Adriana Innocenti, attrice e regista teatrale italiana († 2016)
- 1926 - Hansheinz Schneeberger, violinista e insegnante svizzero († 2019)
- 1926 - Joe Sinnott, fumettista statunitense († 2020)
- 1926 - Szczepan Wesoły, arcivescovo cattolico polacco († 2018)
- 1927 - Waldemaro Bartolozzi, ciclista su strada e dirigente sportivo italiano († 2020)
- 1927 - Rodolfo Cimino, fumettista italiano († 2012)
- 1927 - Günter Grass, scrittore, poeta e saggista tedesco († 2015)
- 1927 - Ray Johnson, artista statunitense († 1995)
- 1927 - Pietro Pala, politico italiano († 2015)
- 1927 - Wilfred Pelletier, scrittore e filosofo canadese († 2000)
- 1927 - Eileen Ryan, attrice statunitense († 2022)
- 1927 - György Révész, regista e sceneggiatore ungherese († 2003)
- 1927 - Gus Yatron, politico statunitense († 2003)
- 1928 - Mary Daly, filosofa e teologa statunitense († 2010)
- 1928 - Luigi Di Liegro, presbitero e attivista italiano († 1997)
- 1928 - Nando Gazzolo, attore e doppiatore italiano († 2015)
- 1928 - Ann Morgan Guilbert, attrice statunitense († 2016)
- 1928 - Angelo Paoluzi, giornalista italiano († 2019)
- 1928 - Karl Schirra, calciatore tedesco († 2010)
- 1928 - Tullio Seppilli, antropologo italiano († 2017)
- 1929 - Ivor Allchurch, calciatore gallese († 1997)
- 1929 - Sepp Behr, sciatore alpino tedesco († 2023)
- 1929 - Bill Green, politico statunitense († 2002)
- 1929 - Edward McCluskey, informatico statunitense († 2016)
- 1929 - Walt Michaels, allenatore di football americano e giocatore di football americano statunitense († 2019)
- 1929 - Fernanda Montenegro, attrice brasiliana
- 1929 - Andrés Oller, cestista spagnolo († 1995)
- 1929 - Roberto Osio, alpinista italiano († 2002)
- 1930 - Margreta Elkins, mezzosoprano australiano († 2009)
- 1930 - Pietro Fiocchi, politico e imprenditore italiano
- 1930 - Patricia Jones, velocista canadese († 2000)
- 1930 - John Polkinghorne, filosofo, teologo e fisico britannico († 2021)
- 1930 - John Ryan, calciatore scozzese († 2008)
- 1930 - Carmen Sevilla, attrice, cantante e ballerina spagnola († 2023)
- 1931 - Charles Colson, politico e predicatore statunitense († 2012)
- 1931 - Hans Friderichs, dirigente d'azienda e politico tedesco
- 1931 - Valerij Klimov, violinista e docente russo († 2022)
- 1931 - Mílton Alves da Silva, calciatore brasiliano († 1973)
- 1932 - Guðbergur Bergsson, scrittore e poeta islandese († 2023)
- 1932 - Kari Elisabeth Børresen, teologa norvegese († 2016)
- 1932 - Pat Hoban, ex cestista australiana
- 1932 - Henry Lewis, contrabbassista e direttore d'orchestra statunitense († 1996)
- 1932 - Francisco Palmeiro, calciatore portoghese († 2017)
- 1932 - Detlev Karsten Rohwedder, manager e politico tedesco († 1991)
- 1933 - Bill Butler, montatore britannico († 2017)
- 1933 - Émile Le Bigaut, ciclista su strada francese († 2002)
- 1933 - Nobuyo Ōyama, doppiatrice giapponese († 2024)
- 1934 - Peter Ashdown, pilota automobilistico britannico
- 1934 - Tom Clegg, regista britannico († 2016)
- 1934 - Rolf Geiger, calciatore tedesco († 2023)
- 1934 - József Marosi, ex schermidore ungherese
- 1934 - Esther Pietrapiana, ex cestista argentina
- 1934 - Attilio Porra, ex calciatore italiano
- 1935 - Giorgio Baldini, politico italiano
- 1935 - Fred van der Zwan, pallanuotista olandese († 2018)
- 1936 - Peter Bowles, attore britannico († 2022)
- 1936 - Jørgen Christensen, calciatore danese († 2018)
- 1936 - Irina Demick, attrice francese († 2004)
- 1936 - Eril Homburg, cestista australiana († 2017)
- 1936 - Mladen Koščak, calciatore jugoslavo († 1997)
- 1936 - Akira Machida, giurista giapponese († 2015)
- 1936 - Žarko Nikolić, calciatore jugoslavo († 2011)
- 1936 - Roberto Poluzzi, ex calciatore italiano
- 1936 - Domenico Tempio, giornalista, editorialista e arbitro di calcio italiano († 2022)
- 1936 - Andrej Romanovič Čikatilo, serial killer sovietico († 1994)
- 1937 - Tony Anthony, attore, regista e sceneggiatore statunitense
- 1937 - John Whitmore, pilota automobilistico britannico († 2017)
- 1937 - Stelios Gousios, ex cestista greco
- 1937 - Frances Hogben, ex nuotatrice britannica
- 1937 - George Kerr, velocista e mezzofondista giamaicano († 2012)
- 1937 - Antonio Pasciuti, pittore italiano († 2021)
- 1937 - Ėduard Moiseevič Šafranskij, chitarrista e compositore russo († 2005)
- 1938 - Gabi Luncă, cantante rumena († 2021)
- 1938 - Nico, cantautrice, attrice e modella tedesca († 1988)
- 1939 - Amancio, calciatore, allenatore di calcio e dirigente sportivo spagnolo († 2023)
- 1939 - Andreino Carrara, politico e sindacalista italiano († 2001)
- 1939 - Alicia Cattáneo, ex cestista argentina
- 1939 - Badal Roy, percussionista indiano († 2022)
- 1939 - Joe Dolan, cantante irlandese († 2007)
- 1939 - Suely Franco, attrice, soprano e doppiatrice brasiliana
- 1939 - Delio Redi, politico italiano († 2017)
- 1939 - Álvaro Roca, ex cestista uruguaiano
- 1940 - Ton Boot, ex cestista e allenatore di pallacanestro olandese
- 1940 - Barry Corbin, attore statunitense
- 1940 - Henk Cornelisse, ex pistard olandese
- 1940 - Dave DeBusschere, cestista, giocatore di baseball e allenatore di pallacanestro statunitense († 2003)
- 1940 - Ivan Della Mea, cantautore, scrittore e giornalista italiano († 2009)
- 1940 - Romano Marinai, ex calciatore italiano
- 1940 - Kay Wiestål, allenatore di calcio e calciatore svedese († 2020)
- 1941 - Abbas Hilmi, principe egiziano
- 1941 - Derek Bourgeois, compositore inglese († 2017)
- 1941 - Mel Counts, ex cestista statunitense
- 1941 - Baddeley Devesi, politico salomonese († 2012)
- 1941 - Enzo Giannelli, giornalista, critico musicale e scrittore italiano
- 1941 - Umberto Giovine, politico e giornalista italiano († 2022)
- 1941 - Manuel Pedro Gomes, ex calciatore e allenatore di calcio portoghese
- 1941 - Borislav Jovanović, scrittore montenegrino
- 1941 - Larry Laudan, filosofo statunitense († 2022)
- 1941 - Emma Nicholson, politica britannica
- 1941 - Bruno Petroni, calciatore italiano († 2014)
- 1941 - Pietro Scandelli, ciclista su strada italiano († 2020)
- 1941 - Umberto Scapagnini, medico e politico italiano († 2013)
- 1941 - Achille Serra, poliziotto, dirigente pubblico e politico italiano
- 1942 - Carlo Dalla Pozza, filosofo italiano († 2014)
- 1942 - Tarmo Kunnas, critico letterario finlandese
- 1942 - Fausto Pellegrinetti, criminale italiano
- 1942 - William Sachs, regista e sceneggiatore statunitense
- 1942 - Per Anders Sjøvold, allenatore di calcio norvegese
- 1942 - Marin Tufan, ex calciatore rumeno
- 1943 - Tommy Gemmell, calciatore scozzese († 2017)
- 1943 - Graziella Porta, attrice e doppiatrice italiana
- 1943 - Cherry Vanilla, cantautrice, attrice e scrittrice statunitense
- 1943 - Gisela Weiß, ex nuotatrice tedesca
- 1943 - Paul Edwin Zimmer, scrittore statunitense († 1997)
- 1943 - Jakob de Chirico, artista austriaco
- 1944 - Eddie Hoh, batterista statunitense († 2015)
- 1944 - Gretta Kok, ex nuotatrice olandese
- 1944 - Sergo K'ut'ivadze, calciatore sovietico († 2017)
- 1944 - Elizabeth Loftus, psicologa statunitense
- 1944 - Setsuko Sasaki, pallavolista giapponese
- 1945 - Wilma Goich, cantante italiana
- 1945 - Roger Hawkins, batterista statunitense († 2021)
- 1945 - D.D. Lewis, ex giocatore di football americano statunitense
- 1945 - Paul Monette, scrittore, poeta e attivista statunitense († 1995)
- 1945 - Ken Mulhearn, calciatore inglese († 2018)
- 1945 - Shigeo Nakata, ex lottatore giapponese
- 1945 - Iselín Ovejero, ex calciatore argentino
- 1946 - Geoff Barnett, allenatore di calcio e calciatore inglese († 2021)
- 1946 - Robert Bringhurst, poeta, scrittore e tipografo canadese
- 1946 - Juan Echecopar, calciatore argentino († 2012)
- 1946 - Bruce Gilden, fotografo statunitense
- 1946 - Carlos Ott, architetto canadese
- 1946 - Wolfgang Rübsam, organista tedesco
- 1946 - Giuseppe Saretta, politico italiano
- 1946 - Suzanne Somers, attrice, imprenditrice e scrittrice statunitense († 2023)
- 1947 - Oreste Cinquini, dirigente sportivo italiano
- 1947 - Ivan Dychovičnyj, regista sovietico († 2009)
- 1947 - Margherita Fumero, attrice e comica italiana
- 1947 - Terry Griffiths, giocatore di snooker gallese († 2024)
- 1947 - Tom Martin, ex hockeista su ghiaccio e allenatore di hockey su ghiaccio canadese
- 1947 - Margherita Spiluttini, fotografa austriaca († 2023)
- 1947 - Bob Weir, cantante e chitarrista statunitense
- 1947 - David Zucker, regista, sceneggiatore e produttore cinematografico statunitense
- 1948 - Peter Asch, ex pallanuotista statunitense
- 1948 - Steve Atkinson, hockeista su ghiaccio canadese († 2003)
- 1948 - Gaetano Cassaro, fumettista italiano
- 1948 - Gaspare Cassaro, fumettista italiano
- 1948 - Alison Chitty, scenografa e costumista britannica
- 1948 - Nuccio Cusumano, politico italiano
- 1948 - Jack Dalrymple, politico statunitense
- 1948 - Günter Haritz, ex pistard tedesco
- 1948 - Hema Malini, attrice, regista e ballerina indiana
- 1948 - Gary Miller, politico statunitense
- 1948 - Michael Stearns, musicista e compositore statunitense
- 1948 - Michael Tylo, attore televisivo statunitense († 2021)
- 1948 - Karen Wetterhahn, chimica statunitense († 1997)
- 1948 - Steve Wilson, ex cestista statunitense
- 1949 - Peter Berger, ex canottiere tedesco
- 1949 - Eduardo Calvo García, scrittore, sceneggiatore e politico spagnolo
- 1949 - Bob Collyard, ex hockeista su ghiaccio statunitense
- 1949 - Jerry Dover, cestista statunitense († 2000)
- 1949 - David Greenwalt, sceneggiatore, produttore televisivo e regista statunitense
- 1949 - İsa Həbibbəyli, filologo e politico azero
- 1949 - John Mengelt, ex cestista statunitense
- 1949 - André Leon Talley, giornalista statunitense († 2022)
- 1949 - Ian Thompson, ex maratoneta britannico
- 1949 - Tommy Veitch, calciatore scozzese († 1987)
- 1950 - Angry Grandpa, youtuber statunitense († 2017)
- 1950 - Riitta Salin, ex velocista finlandese
- 1951 - Marina Coffa, attrice italiana († 2011)
- 1951 - Daniel Gerroll, attore britannico
- 1951 - Ulrike Kindl, linguista italiana
- 1951 - Ai Nagai, scrittrice, drammaturga e regista teatrale giapponese
- 1951 - Giuseppe Porrino, calciatore italiano († 2021)
- 1951 - Aleksej Jur'evič Smirnov, fisico russo
- 1951 - Alan Wheat, politico statunitense
- 1952 - Christopher Cox, politico e avvocato statunitense
- 1952 - John Grochowalski, ex cestista statunitense
- 1952 - Touriya Jabrane, attrice e politica marocchina († 2020)
- 1952 - Natale Picano, dirigente sportivo, allenatore di calcio e ex calciatore italiano
- 1952 - Ron Taylor, attore, cantante e scrittore statunitense († 2002)
- 1953 - Alonzo Bradley, ex cestista statunitense
- 1953 - Steve Buckley, ex calciatore inglese
- 1953 - Uwe Büschken, attore e doppiatore tedesco
- 1953 - Henrique Calisto, allenatore di calcio e ex calciatore portoghese
- 1953 - Tony Carey, tastierista, cantante e produttore discografico statunitense
- 1953 - Paulo Roberto Falcão, ex calciatore, allenatore di calcio e dirigente sportivo brasiliano
- 1953 - Margherita Guccione, architetta italiana
- 1953 - Esther Hayut, avvocata e magistrata israeliana
- 1953 - Maurizio Marchetti, attore e regista italiano
- 1953 - Giovanni Mei, dirigente sportivo, allenatore di calcio e ex calciatore italiano
- 1953 - Susan Pedersen, ex nuotatrice statunitense
- 1953 - Mike Sojourner, ex cestista statunitense
- 1953 - Giuliano Terraneo, dirigente sportivo e ex calciatore italiano
- 1954 - Tim Berne, sassofonista e produttore discografico statunitense
- 1954 - Lorenzo Carcaterra, scrittore statunitense
- 1954 - Jesús Díaz, ex arbitro di calcio colombiano
- 1954 - Serafino Ghizzoni, ex rugbista a 15 italiano
- 1954 - Corinna Harfouch, attrice tedesca
- 1954 - Jon Johnson, tecnico del suono statunitense
- 1954 - Paul Lambrichts, ex calciatore belga
- 1954 - África Lorente Castillo, politica, insegnante e scrittrice spagnola († 2020)
- 1954 - Jeff McCarthy, attore e baritono statunitense
- 1954 - Frank Prats, cestista e allenatore di pallacanestro dominicano († 2019)
- 1954 - Pino Roveredo, scrittore, regista teatrale e personaggio televisivo italiano († 2023)
- 1954 - Tomaz Salomão, economista, politico e diplomatico mozambicano
- 1954 - Detlev Schmidtchen, chitarrista e tastierista tedesco
- 1954 - Wolfgang Schweickard, linguista e filologo tedesco
- 1954 - Dino Ticli, scrittore italiano
- 1955 - Antonello Capurso, giornalista e scrittore italiano
- 1955 - Alessandro Cè, politico italiano
- 1955 - Kieran Doherty, attivista nordirlandese († 1981)
- 1955 - Edit Getova, cestista e politica bulgara († 2024)
- 1955 - Lin Lefeng, ex calciatore cinese
- 1955 - Stan Mayhew, ex cestista statunitense
- 1955 - Wilf Paiement, ex hockeista su ghiaccio canadese
- 1955 - Nikos Patikkīs, ex calciatore cipriota
- 1955 - Søren Pilmark, attore, scrittore e doppiatore danese
- 1955 - Rod Strachan, ex nuotatore statunitense
- 1955 - Kevin S. Tenney, regista, produttore televisivo e sceneggiatore statunitense
- 1956 - Marin Alsop, musicista e direttrice d'orchestra statunitense
- 1956 - Melissa Belote, ex nuotatrice statunitense
- 1956 - Holly Jackson, ex cestista canadese
- 1956 - Jean-Claude Marcourt, politico belga
- 1956 - James Newman, ex astronauta e fisico statunitense
- 1956 - Giuseppe Pallavicini, allenatore di calcio e ex calciatore italiano
- 1956 - Roger Phegley, ex cestista statunitense
- 1956 - Ratko Radovanović, ex cestista jugoslavo
- 1956 - Meg Rosoff, scrittrice statunitense
- 1956 - Anna Savva, attrice britannica
- 1956 - Rik Torfs, docente e politico belga
- 1956 - Jaroslav Tůma, organista ceco
- 1956 - Jim Youngs, attore statunitense
- 1957 - Claudio De Tommasi, ex calciatore italiano
- 1957 - Georges Jacomo, ex calciatore francese
- 1957 - Sabine John, ex multiplista tedesca
- 1957 - Katalin Kováts, esperantista, pedagoga e linguista ungherese
- 1957 - Guntars Krasts, politico lettone
- 1957 - Joseph Jude Tyson, vescovo cattolico statunitense
- 1957 - Michael Wiley, ex cestista statunitense
- 1958 - Jean-Denys Choulet, allenatore di pallacanestro francese
- 1958 - Laura Landi, cantante italiana
- 1958 - Lee Boo-yeol, ex calciatore sudcoreano
- 1958 - Armando Manzo, ex calciatore messicano
- 1958 - Mike Muuss, informatico statunitense († 2000)
- 1958 - Tim Robbins, attore, regista e sceneggiatore statunitense
- 1958 - Gilles Schnepp, manager francese
- 1959 - Luca Bagliani, politico italiano
- 1959 - Pep Coll, scrittore spagnolo
- 1959 - Kevin Figaro, ex cestista statunitense
- 1959 - Gary Kemp, cantautore, musicista e attore britannico
- 1959 - David Neeleman, imprenditore statunitense
- 1959 - Pamela C. Rasmussen, ornitologa statunitense
- 1959 - Jamie Salmon, ex rugbista a 15, allenatore di rugby a 15 e giornalista britannico
- 1959 - Erkki-Sven Tüür, compositore estone
- 1959 - James Vann Johnston, vescovo cattolico statunitense
- 1959 - Andres Veiel, regista e sceneggiatore tedesco
- 1959 - John Whittingdale, politico britannico
- 1960 - Benno Elbs, vescovo cattolico austriaco
- 1960 - Sabine Ladurner, ex mezzofondista e ex maratoneta italiana
- 1960 - Maria Limardo, politica italiana
- 1960 - Tom MacArthur, politico statunitense
- 1960 - Bob Mould, cantante, chitarrista e produttore discografico statunitense
- 1960 - Leila Pinheiro, cantante e pianista brasiliana
- 1960 - Jiří Rusnok, politico e economista ceco
- 1960 - Graeme Sharp, ex calciatore e allenatore di calcio scozzese
- 1960 - Dave Trott, politico statunitense
- 1961 - Massimo Castellani, ex tuffatore italiano
- 1961 - Chris Doleman, giocatore di football americano statunitense († 2020)
- 1961 - Matt Hernandez, ex giocatore di football americano statunitense
- 1961 - Yahiro Kazama, allenatore di calcio e ex calciatore giapponese
- 1961 - Konca Kuris, attivista turca († 1999)
- 1961 - Marc Levy, scrittore e imprenditore francese
- 1961 - Loredana Limone, scrittrice e gastronoma italiana († 2018)
- 1961 - Scott O'Hara, attore pornografico, poeta e scrittore statunitense († 1998)
- 1961 - Tonye Patano, attrice statunitense
- 1961 - Gérard Santoro, lottatore francese
- 1961 - Bjarni Sigurðsson, ex calciatore islandese
- 1961 - Piotr Skrobowski, ex calciatore polacco
- 1961 - Irfan Smajlagić, ex pallamanista e allenatore di pallamano croato
- 1961 - Paul Vaessen, calciatore inglese († 2001)
- 1961 - Mark Walker, bassista statunitense
- 1962 - Manute Bol, cestista sudanese († 2010)
- 1962 - Vicente Carrillo Fuentes, criminale messicano
- 1962 - Dmitrij Chvorostovskij, baritono russo († 2017)
- 1962 - Stephen Constantine, allenatore di calcio e ex calciatore inglese
- 1962 - Flea, musicista e attore australiano
- 1962 - Marieta Ilcu, ex lunghista rumena
- 1962 - Lorenzo Livello, ex calciatore italiano
- 1962 - Kenneth Lonergan, sceneggiatore, drammaturgo e regista statunitense
- 1962 - Durga McBroom, cantautrice e attrice statunitense
- 1962 - Tamara McKinney, ex sciatrice alpina statunitense
- 1962 - Christian Stolte, attore statunitense
- 1962 - Valter Vincenti, musicista, arrangiatore e polistrumentista italiano
- 1963 - Pamela Bach, attrice, personaggio televisivo e modella statunitense († 2025)
- 1963 - Günter Bechly, paleontologo e entomologo tedesco († 2025)
- 1963 - Jean-Marie Cadieu, ex rugbista a 15 francese
- 1963 - Danko Cvjetićanin, ex cestista croato
- 1963 - Paal Fredheim, ex calciatore norvegese
- 1963 - Missy Hyatt, statunitense
- 1963 - Nello Salza, trombettista italiano
- 1963 - Élie Semoun, umorista, attore e cantante francese
- 1963 - Mat Sinner, bassista, cantante e compositore tedesco
- 1964 - Andrea Di Rosa, ex calciatore italiano
- 1964 - Sharon Hacohen, attrice israeliana
- 1964 - Éric Kayser, pasticciere francese
- 1964 - Steve Lamacq, disc jockey, conduttore radiofonico e giornalista britannico
- 1964 - Bienvenu Manamika Bafouakouahou, arcivescovo cattolico della Repubblica del Congo
- 1964 - Abebe Mekonnen, ex maratoneta etiope
- 1964 - Giangabriele Menichini, militare italiano († 2004)
- 1964 - Emanuel Pastreich, docente statunitense
- 1964 - Konrad Plautz, ex arbitro di calcio austriaco
- 1964 - Marilena Rienzi, ex cestista italiana
- 1964 - Jean-Christophe Thomas, ex calciatore francese
- 1965 - Luca Arnaù, giornalista, scrittore e sceneggiatore italiano
- 1965 - Lisa Bonder, ex tennista statunitense
- 1965 - Lia Celi, scrittrice, giornalista e umorista italiana
- 1965 - Giovanni De Mauro, giornalista italiano
- 1965 - Michael Grixti, ex calciatore maltese
- 1965 - Francisco Ibarrola, ex giocatore di calcio a 5 paraguaiano
- 1965 - Ann Eleonora Jørgensen, attrice danese
- 1965 - Massimo Quarta, violinista e direttore d'orchestra italiano
- 1965 - German Titov, ex hockeista su ghiaccio russo
- 1965 - Tom Tolbert, ex cestista statunitense
- 1966 - John Behr, presbitero e teologo britannico
- 1966 - Sergio Chierici, compositore e direttore di coro italiano
- 1966 - Raúl Gutiérrez, allenatore di calcio e ex calciatore messicano
- 1966 - John Inglis, ex calciatore scozzese
- 1966 - Mohaisen Al-Jam'an, ex calciatore saudita
- 1966 - Mauro Pili, politico e giornalista italiano
- 1966 - Stefan Reuter, dirigente sportivo e ex calciatore tedesco
- 1966 - Chris Weber, chitarrista statunitense
- 1966 - Jennifer Zeng, attivista e scrittrice cinese
- 1967 - Marco Bardazzi, giornalista e scrittore italiano
- 1967 - Emilia Costa, doppiatrice italiana
- 1967 - Jason Everman, chitarrista e ex militare statunitense
- 1967 - Dede Gardner, produttrice cinematografica statunitense
- 1967 - Albin Julius, cantante, musicista e produttore discografico austriaco († 2022)
- 1967 - Taiki Matsuno, doppiatore e attore giapponese († 2024)
- 1967 - Davina McCall, conduttrice televisiva britannica
- 1967 - Alessia Petraglia, politica italiana
- 1967 - Andrea Salvetti, produttore televisivo e conduttore televisivo italiano
- 1967 - Ike Shorunmu, ex calciatore nigeriano
- 1968 - Randall Batinkoff, attore statunitense
- 1968 - Kassoum Diarra, musicista burkinabé
- 1968 - Alfredo Esposito, ex giocatore di calcio a 5 italiano
- 1968 - Jean-Philippe Gatien, tennistavolista francese
- 1968 - Jennifer Haigh, scrittrice statunitense
- 1968 - Dritan Hoxha, imprenditore albanese († 2008)
- 1968 - Francesco Libetta, pianista, compositore e direttore d'orchestra italiano
- 1968 - Wajdi Mouawad, drammaturgo, regista teatrale e attore teatrale libanese
- 1968 - Laura Paolucci, produttrice cinematografica e sceneggiatrice italiana
- 1968 - Irene Scalzo, doppiatrice italiana
- 1968 - John Shaw, scacchista scozzese
- 1968 - Todd Stashwick, attore statunitense
- 1968 - Elsa Zylberstein, attrice francese
- 1968 - Pietro di Borbone-Due Sicilie, principe spagnolo
- 1969 - Giampaolo Allocco, designer italiano
- 1969 - Alafair Burke, scrittrice e magistrato statunitense
- 1969 - Roy Hargrove, trombettista e compositore statunitense († 2018)
- 1969 - Paula Hernández, regista e sceneggiatrice argentina
- 1969 - Michael Larsen, ex calciatore danese
- 1969 - Lee Beom-soo, attore sudcoreano
- 1969 - Christopher Markus e Stephen McFeely, sceneggiatore e produttore cinematografico statunitense
- 1969 - Jay Reynolds, chitarrista e polistrumentista statunitense
- 1969 - Sabrina Simoni, direttrice di coro italiana
- 1969 - Per Ivar Staberg, arbitro di calcio norvegese
- 1969 - Wendy Wilson, cantante e conduttrice televisiva statunitense
- 1970 - Matteo Colaninno, politico e imprenditore italiano
- 1970 - Kazuyuki Fujita, artista marziale misto e wrestler giapponese
- 1970 - Tomasz Grysa, arcivescovo cattolico e diplomatico polacco
- 1970 - Ana Kano, ex cestista della Repubblica Democratica del Congo
- 1970 - Márcio Moratelli, ex giocatore di calcio a 5 brasiliano
- 1970 - Matt O'Leary, tastierista britannico
- 1970 - Vincent Rijmen, crittografo belga
- 1970 - Mehmet Scholl, ex calciatore e allenatore di calcio tedesco
- 1970 - Andrej Tichonov, allenatore di calcio e ex calciatore russo
- 1971 - Riccardo Baffelli, hockeista su pista e allenatore di hockey su pista italiano
- 1971 - Jonathan Bartley, politico britannico
- 1971 - Dwight Blackson, allenatore di calcio e ex calciatore surinamese
- 1971 - Geert De Vlieger, ex calciatore belga
- 1971 - Toni Foster, ex cestista statunitense
- 1971 - Chad Gray, cantante statunitense
- 1971 - Michael von der Heide, cantante, musicista e attore svizzero
- 1971 - Pierluigi Iorio, attore e regista teatrale italiano
- 1971 - Pascal Laugier, regista e sceneggiatore francese
- 1971 - Popī Malliōtakī, cantante greca
- 1971 - David Mazzoncini, ex calciatore francese
- 1971 - Sven Schulze, politico tedesco
- 1971 - Paul Sparks, attore statunitense
- 1971 - TAO, cantante, compositore e musicista italiano
- 1972 - Rahima Banu, bangladese
- 1972 - Tommy Bergersen, allenatore di calcio e ex calciatore norvegese
- 1972 - Michele De Lucia, politico, giornalista e saggista italiano
- 1972 - Tomasz Hajto, allenatore di calcio e ex calciatore polacco
- 1972 - Darius Kasparaitis, ex hockeista su ghiaccio russo
- 1972 - Tomas Lindberg, cantante, musicista e compositore svedese
- 1972 - Kjetil Løvvik, ex calciatore norvegese
- 1972 - Andrés Martínez, ex calciatore uruguaiano
- 1972 - Souleymane Oulare, ex calciatore guineano
- 1972 - Arzu Özyiğit, ex cestista turca
- 1972 - Ives Serneels, allenatore di calcio e ex calciatore belga
- 1972 - Kordell Stewart, ex giocatore di football americano statunitense
- 1972 - Manuel Jorge da Silva Cruz, allenatore di calcio e ex calciatore portoghese
- 1973 - Choi Yo-sam, pugile sudcoreano († 2008)
- 1973 - Justin Credible, ex wrestler statunitense
- 1973 - DJ Khalil, produttore discografico e beatmaker statunitense
- 1973 - Philipp Hochmair, attore e cantante austriaco
- 1973 - Erik Jezik, ex calciatore slovacco
- 1973 - Hideaki Mori, ex calciatore giapponese
- 1973 - Thomas Myhre, allenatore di calcio e ex calciatore norvegese
- 1973 - Tapas Posman, ex calciatore papuano
- 1973 - Eva Röse, attrice e conduttrice televisiva svedese
- 1973 - Davide Schaier, ex schermidore italiano
- 1973 - Heinz Schilchegger, ex sciatore alpino austriaco
- 1973 - Brian Schottenheimer, allenatore di football americano statunitense
- 1973 - David Unsworth, allenatore di calcio e ex calciatore inglese
- 1974 - Laura Angel, ex attrice pornografica e regista ceca
- 1974 - André Carson, politico statunitense
- 1974 - Alibek Delimkhanov, generale russo
- 1974 - Goran Djuričin, allenatore di calcio e ex calciatore austriaco
- 1974 - Aurela Gaçe, cantante albanese
- 1974 - Pedro Henriques, ex calciatore portoghese
- 1974 - Leonardo Impegno, politico italiano
- 1974 - Paul Kariya, hockeista su ghiaccio canadese
- 1974 - Marija Korolëva, ex pallanuotista russa
- 1974 - Eduardo Simone, ex rugbista a 15 e allenatore di rugby a 15 argentino
- 1974 - Thomas Sobotzik, ex calciatore tedesco
- 1974 - Signe Svendsen, cantante danese
- 1974 - Trentemøller, musicista danese
- 1974 - Björn Yttling, produttore discografico e musicista svedese
- 1975 - Tat'jana Bakal'čuk, imprenditrice russa
- 1975 - Ahmed Bukhatir, cantante, senatore e imprenditore emiratino
- 1975 - Giada Colagrande, regista, attrice e sceneggiatrice italiana
- 1975 - Antonella Confortola, ex fondista italiana
- 1975 - Lorenzo Galli, allenatore di sci alpino e ex sciatore alpino italiano
- 1975 - Brynjar Gunnarsson, ex calciatore islandese
- 1975 - Jacques Kallis, crickettista sudafricano
- 1975 - Nelson Lee, attore televisivo taiwanese
- 1975 - Kellie Martin, attrice statunitense
- 1975 - Christophe Maé, cantante e polistrumentista francese
- 1975 - Claudio Núñez, ex calciatore cileno
- 1975 - Jamila Wideman, ex cestista e attivista statunitense
- 1975 - Galen Young, cestista e allenatore di pallacanestro statunitense († 2021)
- 1976 - Michelangelo Aniello, giocatore di biliardo italiano
- 1976 - Nicolas Bonnal, ex calciatore francese
- 1976 - Hugo Guillermo Chávez, allenatore di calcio e ex calciatore messicano
- 1976 - Marius Colucci, attore francese
- 1976 - Fábio de Jesus, ex calciatore brasiliano
- 1976 - Huang Chih-hsiung, ex taekwondoka taiwanese
- 1976 - Iranildo, ex calciatore brasiliano
- 1976 - Gil Kenan, regista israeliano
- 1976 - Hicham Mezair, ex calciatore algerino
- 1976 - Yu Ying, ex cestista cinese
- 1977 - Sebastián Bértoli, ex calciatore argentino
- 1977 - Marco Brugnerotto, politico italiano
- 1977 - Lucy Ejike, sollevatrice nigeriana
- 1977 - Jon Heder, attore statunitense
- 1977 - José Juan Luque, ex calciatore spagnolo
- 1977 - John Mayer, cantautore e chitarrista statunitense
- 1977 - Kossi Noutsoudje, ex calciatore togolese
- 1977 - Tamara Müller, ex sciatrice alpina svizzera
- 1977 - Björn Otto, ex astista tedesco
- 1977 - Amanda Tepe, attrice statunitense
- 1977 - Thorwald Veneberg, ex ciclista su strada olandese
- 1977 - Laura Wade, drammaturga e sceneggiatrice britannica
- 1978 - Barbara Andolina, ex judoka italiana
- 1978 - Peter Cklamovski, allenatore di calcio e ex calciatore australiano
- 1978 - Borja Comenge, allenatore di pallacanestro e dirigente sportivo spagnolo
- 1978 - Gianluca Comotto, dirigente sportivo e ex calciatore italiano
- 1978 - David Elitch, batterista statunitense
- 1978 - Nina Aleksandrovna Kapcova, ballerina russa
- 1978 - Lynn Pride, ex cestista statunitense
- 1978 - Martin Telser, ex calciatore liechtensteinese
- 1979 - Andrea Ascolese, attore italiano
- 1979 - Christian Martínez Cedillo, ex calciatore messicano
- 1979 - Božo Petrov, psichiatra e politico croato
- 1979 - Ilija Prodanović, ex calciatore bosniaco
- 1979 - Ibrahim Said, allenatore di calcio e ex calciatore egiziano
- 1980 - Sue Bird, ex cestista statunitense
- 1980 - Fernando Casares, schermidore spagnolo
- 1980 - Dragoș Coman, nuotatore rumeno
- 1980 - Jeremy Jackson, attore e cantante statunitense
- 1980 - Endri Kosturi, artista e pittore italiano
- 1980 - Tymon Kruidenier, chitarrista olandese
- 1980 - Davidson Lampariello, ex pallavolista brasiliano
- 1980 - Edward Ou, attore taiwanese
- 1980 - Sérgio Pinto, ex calciatore portoghese
- 1981 - Camilla Arfwedson, attrice britannica
- 1981 - Moussa Badiane, ex cestista francese
- 1981 - Rafaël Carballo, ex rugbista a 15 argentino
- 1981 - Ciço, ex giocatore di calcio a 5 brasiliano
- 1981 - Emanuel De Porras, ex calciatore argentino
- 1981 - Frankie Edgar, artista marziale misto statunitense
- 1981 - Māris Eltermanis, calciatore lettone
- 1981 - Liam Garrigan, attore e drammaturgo britannico
- 1981 - Mario Ghersetti, cestista argentino
- 1981 - Alan Gordon, ex calciatore statunitense
- 1981 - Brea Grant, attrice statunitense
- 1981 - Giuliano Maresca, allenatore di pallacanestro e ex cestista italiano
- 1981 - Engin Mitre, ex calciatore panamense
- 1981 - Scott Montgomery, giocatore di poker canadese
- 1981 - Claudio Musumeci, attore italiano
- 1981 - Marc Parejo, attore e cantante spagnolo
- 1981 - Marc Pingris, ex cestista filippino
- 1981 - Marcelo Sarvas, ex calciatore brasiliano
- 1981 - Caterina Scorsone, attrice canadese
- 1981 - Gregory Sedoc, ostacolista olandese
- 1981 - Reanna Solomon, sollevatrice nauruana († 2022)
- 1981 - Jacquetta Wheeler, supermodella britannica
- 1981 - George Wood, attore, cantante e scrittore britannico
- 1982 - Alan Anderson, ex cestista statunitense
- 1982 - Carlo Belmondo, attore e cantante italiano
- 1982 - Mate Dujilo, allenatore di calcio e ex calciatore croato
- 1982 - Matt Giordano, giocatore di football americano statunitense
- 1982 - Igor Jovović, allenatore di pallacanestro montenegrino
- 1982 - Elina Kero, giocatrice di football americano e allenatrice di football americano finlandese
- 1982 - Kim Ah-joong, attrice sudcoreana
- 1982 - Raven Klaasen, tennista sudafricano
- 1982 - Andrej Makoveev, ex biatleta russo
- 1982 - Frédéric Michalak, ex rugbista a 15 francese
- 1982 - Darius Rice, ex cestista statunitense
- 1982 - Cristian Riveros, ex calciatore paraguaiano
- 1982 - Joško Srzić, ex cestista e allenatore di pallacanestro serbo
- 1982 - Sjarhej Veramko, allenatore di calcio e ex calciatore bielorusso
- 1982 - Tyla Wynn, ex attrice pornografica statunitense
- 1982 - Yang Lian, ex sollevatrice cinese
- 1983 - John Afoa, rugbista a 15 neozelandese
- 1983 - Dorji Dema, ex arciera bhutanese
- 1983 - Jorge Iván Estrada, ex calciatore messicano
- 1983 - Cristian Ianu, calciatore rumeno
- 1983 - Philipp Kohlschreiber, ex tennista tedesco
- 1983 - Madeleine Ngono Mani, calciatrice camerunese
- 1983 - Aloys Nong, ex calciatore camerunese
- 1983 - Ramaz Nozadze, ex lottatore georgiano
- 1983 - Kenny Omega, wrestler canadese
- 1983 - Jessica Phoenix, cavallerizza canadese
- 1983 - Sabrina Reghaissia, ex cestista e allenatrice di pallacanestro francese
- 1983 - Loreen, cantante svedese
- 1984 - Trevor Blumas, attore canadese
- 1984 - Eugeniu Cebotaru, allenatore di calcio e ex calciatore moldavo
- 1984 - Mamadou Chérif Dia, lunghista e triplista maliano
- 1984 - Markus Eibegger, ex ciclista su strada austriaco
- 1984 - Hughtun Hector, calciatore trinidadiano
- 1984 - Roberto Hilbert, ex calciatore tedesco
- 1984 - Hanna Hucol, attivista ucraina
- 1984 - Kim Jung-mi, calciatrice sudcoreana
- 1984 - Kim Myong-gil, calciatore nordcoreano
- 1984 - Mélissa Lauren, ex attrice pornografica francese
- 1984 - François Pervis, ex pistard francese
- 1984 - Petra Robnik, ex sciatrice alpina slovena
- 1984 - Barbara Rustignoli, ostacolista e multiplista sammarinese
- 1984 - David Salom, pilota motociclistico spagnolo
- 1984 - Konstantin Stepanjuk, pallanuotista russo
- 1984 - Shayne Ward, cantante e attore britannico
- 1985 - Sean Bentivoglio, ex hockeista su ghiaccio canadese
- 1985 - Chen Lei, ex calciatore cinese
- 1985 - Carlo Ugo De Girolamo, politico italiano
- 1985 - Kenny Galarza, pugile portoricano
- 1985 - Alexis Hornbuckle, ex cestista statunitense
- 1985 - Viktor Josifov, pallavolista bulgaro
- 1985 - Benjamin Karl, snowboarder austriaco
- 1985 - Keijūrō Matsui, cestista giapponese
- 1985 - Carlos Morais, cestista angolano
- 1985 - Gábor Nagy, ex calciatore ungherese
- 1985 - Verena Sailer, ex velocista tedesca
- 1985 - Cory Stearns, danzatore e modello statunitense
- 1985 - Casey Stoner, pilota motociclistico australiano
- 1985 - Belén Succi, hockeista su prato argentina
- 1985 - Laura Sánchez Soto, tuffatrice messicana
- 1985 - Leandro Vitiello, calciatore italiano
- 1986 - A.J. Abrams, ex cestista statunitense
- 1986 - Inna, cantante rumena
- 1986 - Franco Armani, calciatore argentino
- 1986 - Derk Boerrigter, ex calciatore olandese
- 1986 - Jala Brat, rapper e produttore discografico bosniaco
- 1986 - Bart Buysse, ex calciatore belga
- 1986 - Fouad Chafik, ex calciatore francese
- 1986 - Alozie Michael Chidi, ex calciatore nigeriano
- 1986 - Éva Csernoviczki, judoka ungherese
- 1986 - Mario Franzoni, ex hockeista su pista italiano
- 1986 - Dominykas Galkevičius, ex calciatore lituano
- 1986 - Rajab Hamza, calciatore tanzaniano
- 1986 - Jordan Larson, pallavolista e allenatrice di pallavolo statunitense
- 1986 - Brady Leman, ex sciatore freestyle e sciatore alpino canadese
- 1986 - Craig Pickering, velocista e bobbista britannico
- 1986 - Samuel Pizzetti, ex nuotatore italiano
- 1986 - Pam Rosanio, ex cestista statunitense
- 1987 - Luiz Paulo Hilário, calciatore brasiliano
- 1987 - Patrizia Kummer, snowboarder svizzera
- 1987 - Ilaria Porceddu, cantautrice italiana
- 1987 - Bobby Rainey, ex giocatore di football americano statunitense
- 1987 - Giulia Rondon, ex pallavolista italiana
- 1987 - Anderson Soares da Silva, calciatore brasiliano
- 1987 - Michael Venus, tennista neozelandese
- 1987 - Yang Seung-ho, cantante, ballerino e attore sudcoreano
- 1988 - Tumua Anae, ex pallanuotista statunitense
- 1988 - Tom Ballard, alpinista britannico († 2019)
- 1988 - Ron Brooks, ex giocatore di football americano statunitense
- 1988 - Ikechukwu Ezenwa, ex calciatore nigeriano
- 1988 - Fábio Lima, giocatore di calcio a 5 portoghese
- 1988 - Javier Santana, calciatore dominicano
- 1988 - Torstein Stenersen, ex biatleta svedese
- 1988 - Zoltán Stieber, calciatore ungherese
- 1988 - Igors Tarasovs, calciatore lettone
- 1989 - Angie Bainbridge, nuotatrice australiana
- 1989 - Dan Biggar, rugbista a 15 britannico
- 1989 - Tokio Emoto, attore giapponese
- 1989 - Cristian Martínez Alejo, calciatore andorrano
- 1989 - Samuel McGuffie, bobbista, giocatore di football americano e rugbista a 15 statunitense
- 1989 - Mithyuê, giocatore di calcio a 5 e ex calciatore brasiliano
- 1989 - Magomed Omarov, pugile russo
- 1989 - Kana Osafune, calciatrice giapponese
- 1989 - Kirill Pančenko, ex calciatore russo
- 1989 - Crucial Star, rapper sudcoreano
- 1989 - Eleonora Patuzzo, ex ciclista su strada e pistard italiana
- 1989 - Jack Salvatore Jr., attore statunitense
- 1990 - Richard Amardi, cestista canadese
- 1990 - Karen Araya, calciatrice cilena
- 1990 - Marco Barbini, ex rugbista a 15 italiano
- 1990 - Sam Bennett, ciclista su strada irlandese
- 1990 - Ridsa, cantante e rapper francese
- 1990 - Carlie Casey, attrice statunitense
- 1990 - Jens Cools, calciatore belga
- 1990 - Antoine Demoitié, ciclista su strada belga († 2016)
- 1990 - Petteri Forsell, calciatore finlandese
- 1990 - Gabriel Hachen, calciatore argentino
- 1990 - Yohanna, cantante islandese
- 1990 - Anastasija Kočeržova, bobbista e velocista russa
- 1990 - Dardo Miloc, calciatore argentino
- 1990 - Hiroki Moriya, tennista giapponese
- 1990 - Brock Motum, cestista australiano
- 1990 - Luis Carlos Murillo, calciatore colombiano
- 1990 - Tim Nedow, pesista e discobolo canadese
- 1990 - Buttree Puedpong, taekwondoka thailandese
- 1990 - Anirudh Ravichander, compositore e cantante indiano
- 1990 - Tang Miao, calciatore cinese
- 1990 - Tatiane Pacheco do Nascimento, cestista brasiliana
- 1991 - Alexandru Coman, calciatore rumeno
- 1991 - Jaye Crockett, cestista statunitense
- 1991 - Giulia Emmolo, ex pallanuotista italiana
- 1991 - Ognjen Gnjatić, calciatore bosniaco
- 1991 - Elena González, attrice, giornalista e ballerina spagnola
- 1991 - Jon Horford, ex cestista statunitense
- 1991 - Dīmītrios Kolovetsios, calciatore greco
- 1991 - Daiki Ogawa, calciatore giapponese
- 1991 - Kevin Pannewitz, ex calciatore tedesco
- 1991 - Jonathan Schoop, giocatore di baseball olandese
- 1991 - Scott Sio, rugbista a 15 australiano
- 1991 - Miori Takimoto, attrice e cantante giapponese
- 1991 - Phan Thị Hà Thanh, ginnasta vietnamita
- 1991 - Wilfried Yeguete, cestista francese
- 1991 - Igor Zonjić, calciatore montenegrino
- 1992 - Rika Adachi, attrice giapponese
- 1992 - Dominique Badji, calciatore senegalese
- 1992 - Sarah Bettles, arciere britannica
- 1992 - Kōstas Fortounīs, calciatore greco
- 1992 - Ncuti Gatwa, attore ruandese
- 1992 - Viktorija Golubic, tennista svizzera
- 1992 - Marcel Henrique Garcia Alves Pereira, ex calciatore brasiliano
- 1992 - Angel Grănčov, calciatore bulgaro
- 1992 - Bryce Harper, giocatore di baseball statunitense
- 1992 - Kareem Jamar, ex cestista statunitense
- 1992 - Marko Jošilo, cestista serbo
- 1992 - Mario Morina, ex calciatore albanese
- 1992 - Charone Peake, giocatore di football americano statunitense
- 1992 - Kyler Pettis, attore statunitense
- 1992 - Mario Russo, attore e musicista italiano
- 1992 - Rikenette Steenkamp, ostacolista sudafricana
- 1992 - Miku Torigoe, ex pallavolista giapponese
- 1993 - Frank Acheampong, calciatore ghanese
- 1993 - Wílmar Barrios, calciatore colombiano
- 1993 - Moritz Böhringer, giocatore di football americano tedesco
- 1993 - Christian Covington, giocatore di football americano canadese
- 1993 - Keithroy Freeman, calciatore nevisiano
- 1993 - Caroline Garcia, tennista francese
- 1993 - Jamshid Iskanderov, calciatore uzbeko
- 1993 - Argjend Malaj, calciatore kosovaro
- 1993 - Luis Rioja, calciatore spagnolo
- 1993 - Mauarii Tehina, calciatore francese
- 1993 - Yohannes Tilahun, calciatore eritreo
- 1993 - Clément Venturini, ciclista su strada e ciclocrossista francese
- 1994 - Amelia Lily, cantante britannica
- 1994 - Billy Garrett, cestista statunitense
- 1994 - Ben Gedeon, giocatore di football americano statunitense
- 1994 - Akari Kitō, doppiatrice e cantante giapponese
- 1994 - Brendan Langley, giocatore di football americano statunitense
- 1994 - Nicholas Lüchinger, ex calciatore svizzero
- 1994 - Alice Oseman, scrittrice britannica
- 1994 - Issouf Paro, calciatore burkinabé
- 1994 - Jim Varela, calciatore uruguaiano
- 1994 - Gianmarco Vettori, attore italiano
- 1995 - Ivan Antunović, calciatore croato
- 1995 - Anthony Belmonte, calciatore francese
- 1995 - Nadine Fähndrich, fondista svizzera
- 1995 - Molly Hammar, cantautrice svedese
- 1995 - Bekdaulet Ibragimov, pugile kazako
- 1995 - Malte Kiilerich, calciatore danese
- 1995 - Dillon Maggard, mezzofondista statunitense
- 1995 - Amit Panghal, pugile indiano
- 1995 - Park Sang-young, schermidore sudcoreano
- 1995 - Greta Small, sciatrice alpina australiana
- 1995 - Wang Siyu, cestista cinese
- 1995 - John Wolford, giocatore di football americano statunitense
- 1996 - Rivaldo Coetzee, calciatore sudafricano
- 1996 - Francesco Cottarelli, pallavolista italiano
- 1996 - Erdenebatyn Tsendbaatar, pugile mongolo
- 1996 - Walid Hamidi, calciatore algerino
- 1996 - Hervé Koffi, calciatore burkinabé
- 1996 - Andrea Locatelli, pilota motociclistico italiano
- 1996 - Luka Luković, calciatore serbo
- 1996 - Christopher Meyer, attore statunitense
- 1996 - Luiz Fernando Moraes dos Santos, calciatore brasiliano
- 1996 - Daniel Niero, pattinatore di velocità in-line e pattinatore di velocità su ghiaccio italiano
- 1996 - Toprak Razgatlıoğlu, pilota motociclistico turco
- 1996 - Giovanni Ricci, giocatore di football americano statunitense
- 1996 - Sadam Sulley, calciatore ghanese
- 1996 - Zhang Zhizhen, tennista cinese
- 1997 - Jago Abuladze, judoka russo
- 1997 - Aliou Dieng, calciatore maliano
- 1997 - Aurélien Diesse, judoka francese
- 1997 - Brandin Echols, giocatore di football americano statunitense
- 1997 - Janina Inkina, cestista bielorussa
- 1997 - Ol'ha Jackovec', cestista ucraina
- 1997 - Herman Johansson, calciatore svedese
- 1997 - Charles Leclerc, pilota automobilistico monegasco
- 1997 - Lu Yuhua, goista taiwanese
- 1997 - Seiya Maikuma, calciatore giapponese
- 1997 - Fabrice Ngah, calciatore camerunese
- 1997 - Christian Scaroni, ciclista su strada italiano
- 1997 - Lewis Travis, calciatore inglese
- 1997 - Charlie Woerner, giocatore di football americano statunitense
- 1997 - Mirko Zanni, sollevatore italiano
- 1997 - Naomi Ōsaka, tennista giapponese
- 1998 - Vladimir Aceti, velocista italiano
- 1998 - Andrés Andrade Cedeño, calciatore panamense
- 1998 - Letizia Borghesi, ciclista su strada italiana
- 1998 - Xia Brookside, wrestler britannica
- 1998 - Rubén Cordano, calciatore boliviano
- 1998 - Revaz Davitadze, sollevatore georgiano
- 1998 - Jan Hörl, saltatore con gli sci austriaco
- 1998 - Sondre Pernes, giocatore di calcio a 5 e calciatore norvegese
- 1998 - Kathryn Plummer, pallavolista e giocatrice di beach volley statunitense
- 1998 - Mason Toye, calciatore statunitense
- 1998 - Stefán Teitur Þórðarson, calciatore islandese
- 1999 - Jordan Bayehe, cestista camerunese
- 1999 - Nicolò Bulega, pilota motociclistico italiano
- 1999 - Elijah Hicks, giocatore di football americano statunitense
- 1999 - Nikola Karczewska, calciatrice polacca
- 1999 - Jesse Luketa, giocatore di football americano canadese
- 1999 - Daniela Mittermair, slittinista italiana
- 1999 - Aaron Nesmith, cestista statunitense
- 1999 - Nikolaj Pojarkov, calciatore russo
- 1999 - Melissa Vargas, pallavolista cubana
- 1999 - Stephanie Visscher, cestista svedese
- 2000 - Yamato Fukasawa, nuotatore giapponese
- 2000 - Iris Rabot, calciatrice francese
- 2000 - Kevin Vermaerke, ciclista su strada e mountain biker statunitense
- 2000 - Ivo Vázquez, calciatore messicano
- 2000 - Juan Ángeles, calciatore dominicano

## XXI secolo(31)
- 2001 - Milena Baldassarri, ex ginnasta italiana
- 2001 - Noah Frick, calciatore liechtensteinese
- 2001 - Raphaël Lessard, sciatore alpino canadese
- 2001 - Willian Pacho, calciatore ecuadoriano
- 2001 - Nathan Patterson, calciatore scozzese
- 2001 - Nahuel Petillo, calciatore uruguaiano
- 2001 - Daniella Ramirez, nuotatrice artistica statunitense
- 2002 - Hanna Bennison, calciatrice svedese
- 2002 - Jule Brand, calciatrice tedesca
- 2002 - Toni-Leigh Finnegan, calciatrice nordirlandese
- 2002 - Yannick Kraag, cestista olandese
- 2002 - Willy Kumado, calciatore ghanese
- 2002 - Josh Matheny, nuotatore statunitense
- 2002 - Nicolás Paz, calciatore argentino
- 2002 - Madison Wolfe, attrice statunitense
- 2003 - Argyrīs Darelas, calciatore greco
- 2003 - Issa Doumbia, calciatore italiano
- 2003 - Kacper Kozłowski, calciatore polacco
- 2003 - Grae Morris, velista australiano
- 2003 - Scott Ogden, pilota motociclistico britannico
- 2003 - Sami Ouaissa, calciatore olandese
- 2003 - Mohamed Sankoh, calciatore olandese
- 2003 - Colby Simmons, ciclista su strada statunitense
- 2003 - Alice Sombath, calciatrice francese
- 2003 - Cherrion Valerius, calciatore olandese
- 2004 - Viktorija Kobzar', pallavolista russa
- 2004 - Emily Shaqiri, attrice, ballerina e cantante italiana
- 2005 - Kyle Kelly, calciatore nevisiano
- 2005 - Jase Richardson, cestista statunitense
- 2006 - Ryūnosuke Satō, calciatore giapponese
- 2008 - Heta Hirvonen, combinatista nordica e saltatrice con gli sci finlandese

## Senza anno specificato(2)
- You Higuri, fumettista giapponese
- Jimang, cantautore, produttore discografico e conduttore radiofonico giapponese